# The Seesaw
The Seesaw ist eine österreichische Indie-Pop-Gruppe aus der Stadt Salzburg.

## Geschichte
Die Band wurde im Juli 1991 von Michael Steinitz (Stootsie) und Max Kögl gegründet. Die Band orientierte sich an die Musik der 1960er Jahre, sowohl optisch als auch akustisch.
Ein erster Achtungserfolg gelang The Seesaw 1996, als ihre Single Girl on the Phone Nummer 1 der FM4-Alternativcharts wurde. 
Zwischen 2000 und 2004 spielte die Band Konzerte in Kalifornien (u. a. im Troubadour in Hollywood und im Spaceland in Silver Lake), 2005 spielte sie im Cavern Club in Liverpool.
Der Durchbruch gelang 2004: Nun im Trio mit dem Schlagzeuger Manuel Berger erklomm die Band am 10. Jänner 2004 erneut die Spitze der FM4 Charts. Im August folgte ein Auftritt beim FM4-Frequency-Festival am Salzburgring, 2004 der Gewinn des europäischen Becks-Bier "Fly Away" Songcontests. Die Band nahm 2004 an der MTV Campus Invasion in Trier teil. In der Folge erreichte 2005 auch das Album Generation Love die Nummer 1 der FM4 Charts.
2006 sprangen The Seesaw kurzfristig erneut am Frequency Festival ein, nachdem die britische Band The Futureheads abgesagt hatte. Diesmal hatte man das neue Album Couch Crisis im Gepäck. Die Singleauskopplung Cold Sweat platzierte sich erneut in den FM4-Alternativcharts. Auch der deutlich kommerziellere Radiosender Ö3 spielte die Single.
Im selben Jahr erschien All the Same, welches auch in dem Kinofilm In 3 Tagen bist du tot zu hören ist.
Viele weitere Auftritte in Deutschland, Österreich und den USA folgten. Ihre Single Partners in Crime nahmen sie 2009 in den Abbey Road Studios in London auf.
Für den österreichischen Spielfilm Unforgettable kreierten sie den gleichnamigen Titelsong.

## Diskografie
- 1991: Mercy Beat (EP)
- 1992: Love Revisited (Album)
- 1993: In the Lovecage (Mini-Album)
- 1996: Girl on the Phone (EP)
- 1998: One Too Far (EP: The Trilogy – Vol. 1)
- 1999: On My Own (EP: The Trilogy – Vol. 2)
- 2000: I'm in Trouble (EP: The Trilogy – Vol. 3)
- 2000: The Seesaw Christmas (7"-Vinyl, Limited Edition)
- 2001: On Holiday With the Seesaw (7"-Vinyl, Limited Edition)
- 2002: The Extended Play Years 1996-2000 (Compilation-Album = Zusammenfassung von 4 EPs)
- 2002: After Sunset (Album)
- 2003: All the Same (Maxi-CD)
- 2004: Generation Love (Album)
- 2006: Favourite Christmas Songs (EP)
- 2006: Couch Crisis (Album)
- 2006: Cold Sweat (Maxi-CD)
- 2008: Waiting (Maxi-CD)
- 2009: Partners In Crime (Maxi-CD)